# Акино, Миа-Лани
Миа-Лани Рамос Акино (англ. Mia-Lahnee Ramos Aquino; 29 марта 1998, Тамунинг, Гуам, США) — гуамская женщина-борец вольного стиля, многократная чемпионка Океании.

## Карьера
В 2016 году на чемпионате Океании заняла 4 место.. 20 сентября 2023 года на чемпионате мира в Белграде в 1/16 финала уступила О Йонг Бин из Южной Кореи и заняла итоговое 18 место. В марте 2024 года на африкано-океанском квалификационном турнире в Александрии ей удалось добыть лицензию на Олимпийские игры в Париж.

## Достижения
- Чемпионат Океании по борьбе 2017 — ;
- Чемпионат Океании по борьбе 2018 — ;
- Чемпионат Океании по борьбе 2019 — ;
- Чемпионат Океании по борьбе 2023 — ;
- Чемпионат Океании по борьбе 2024 — ;